# La chiave
La chiave is een Italiaanse exploitatiefilm uit 1983 onder regie van Tinto Brass. De film is gebaseerd op de roman Kagi (1956) van de Japanse auteur Junichiro Tanizaki. De film werd destijds in Nederland uitgebracht onder de titel De sleutel.

## Verhaal
Een oude kunstgeleerde en zijn jongere vrouw hitsen elkaar op door hun erotische dagboeken rond te laten slingeren.

## Rolverdeling
| Acteur                | Personage       |
| --------------------- | --------------- |
| Frank Finlay          | Nino Rolfe      |
| Stefania Sandrelli    | Teresa Rolfe    |
| Franco Branciaroli    | Laszlo Apony    |
| Barbara Cupisti       | Lis Rolfe       |
| Maria Grazia Bon      | Giulietta       |
| Gino Cavalieri        | Don Rusetto     |
| Piero Bortoluzzi      | Memo Longobardi |
| Irma Veithen          | Verpleegster    |
| Milly Corinaldi       | Giustina        |
| Giovanni Michelagnoli | Dr. Fano        |